# Stoney End
Stoney End — двенадцатый студийный альбом Барбры Стрейзанд, выпущенный на лейбле Columbia Records в феврале 1971 года. Альбом ознаменовал смену имиджа и музыкального стиля Стрейзанд, став её первой полноценной поп-записью. Пластинка достигла 10-го места в чарте Billboard Top LP’s, это её первый топ-10 альбом с 1966 года. Альбом был сертифицирован как платиновый в США 21 ноября 1986 года.

## Об альбоме
Барбра записывала Stoney End в течение 1970 года во время следующих студийных сессий, продюсером которых выступал Ричард Перри:
29 июля, 1970 — Голливуд
- «Maybe»
- «I’ll Be Home»
- «Just a Little Lovin’»
- «Stoney End»
- «I Don’t Know Where I Stand»

23 сентября, 1970 — Нью-Йорк
- «I Think It’s Gonna Rain Today» (автор песни — Рэнди Ньюман) †
- «Living Without You» (автор песни — Рэнди Ньюман) †
- «Let Me Go»
- «He’s a Runner» (автор песни — Лора Ниро) †

26 сентября, 1970 — Нью-Йорк
- «I Never Meant to Hurt You» ††
- «No Easy Way Down»
- «Free the People»
- «I Mean to Shine» †††

30 сентября 1970 — Нью-Йорк
- «Your Loves Return» (автор песни — Гордон Лайтфут) †

1 октября 1970 — Нью-Йорк
- «Living Without You» (альтернативная запись песни Рэнди Ньюмана) †

12 декабря 1970 — студия United Recording Studios, Лас-Вегас
- «Hands Off the Man (Flim Flam Man)»
- «Time and Love»
- «No Easy Way Down»

† — эти песни остаются неизданными, за исключением «Rain Today», которая была издана в альбоме Release Me в 2012 году.
†† — песня была перезаписана в 1971 году для альбома Barbra Joan Streisand.
††† — песня была включена в альбом 1971 года Barbra Joan Streisand.
Известный продюсер Ричард Перри был ответственен за создание альбома Stoney End. «Когда я слушал альбом What About Today?, я понимал, что ей до сих пор не удалось сделать [осовременить своё звучание]. Но я очень чётко чувствовал, что мог бы помочь ей в этом», сказал Перри. «Я сказал Клайву Дэвису, который на тот момент был президентом Columbia Records, что я очень хочу встретиться и поработать с Барброй. Клайв предложил мне начать собирать некоторый материал, что я и сделал. Ему понравилась проделанная мной работа, и он устроил нам встречу. Барбра в то время планировала начать записывать другой альбом, The Singer, и Клайв попросил её отложить этот проект, чтобы рассмотреть возможность работы с новым, молодым продюсером — мной. Не помню при каких обстоятельствах мы встретились, но мы сразу нашли общий язык. Все вокруг спрашивали, 'Как ты ладишь с ней?' и я отвечал: 'Два еврея из Бруклина, здесь не может быть ничего, кроме дружбы'. Ей нравился материал, который я представлял ей. Я показывал ей самую разную музыку — от Джони Митчелл до Рэнди Ньюмана, реальный ассортимент современных песен в лучших своих проявлениях».
Рэнди Ньюман написал песню под названием «Lonely at the Top» для Фрэнка Синатры в 1970 году. Он предлагал песню и Стрейзанд, для альбома Stoney End, однако она отклонила его предложение, ссылаясь на слишком эгоцентричную лирику.
Ричард Перри рассказывал о первой студийной записи для Stoney End, которая оказалась самой продолжительной студийной сессией в истории музыкантов Лос-Анджелеса. «Всё началось в семь часов вечера. Барбра пришла в восемь, и знаете, обычно, когда вы работаете со струнным или другим крупным оркестром, они работают с семи до десяти — в редком случае, они остаются работать в сверхурочное время, с семи или до одиннадцати — но сразу после этого они уходят. Наша же сессия закончилась в половину шестого утра с оркестром в полном составе, и никто даже не шикал, не шептался, никто не жаловался ни минуты. За одну ночь мы записали половину альбома. Барбра была настоящим профессионалом. Она всегда была готова записать любую предлагаемую песню, независимо от того, как далека она была от её стандартного репертуара. Я был чрезвычайно впечатлён этим. Это причина, по которой она Барбра Стрейзанд».
Сама Стрейзанд также положительно отзывалась о работе с Ричардом Перри: «Ричард всегда пытался заставить меня петь в ритм песни, что было для меня достаточно сложно… Мы даже делали ставки, будет ли ‘Stoney End’ иметь успех. Он говорил да, а я — нет. Наш спор был закрыт в тот день, когда мы ехали по бульвару Сансет и локальный ди-джей объявил по радио, что песня только что заняла первое место в Лос-Анджелесе. Это было очень удачное поражение!».
Сингл «Stoney End» был выпущен в сентябре 1970 года, до выхода альбома. В январе 1971 года, когда песня достигла первых мест, альбом всё ещё не был завершён. Автор песен и музыкальный продюсер Арти Уэйн пришёл в студию, чтобы услышать сведённые Ричардом Перри песни для альбома. «Само собой разумеется, я был очень взволнован», рассказывал Уэйн. «Но когда я находился в студии, слушая записи, что-то беспокоило меня. Я не мог расслышать текст песен, музыка была слишком громкой! Об этом я застенчиво намекнул Ричарду, и его инженер, Билл Шни, подпрыгнул и сказал, ‘Я же говорил тебе, Ричард — слова совершенно невозможно услышать!!’ Ричард выглядел немного ошеломленным, потом улыбнулся, поблагодарил меня за замечания и начал переделывать работу».
Гордон Лайтфут, автор «If You Could Read My Mind», в интервью журналу Metro Spirit в 2009 году сказал: «Я всегда думаю о том, как Барбра записала эту песню, ведь она выполнила свою работу так безупречно».
Stoney End издавался на компакт-диске дважды на лейбле Columbia Records. В первом переиздании, 1990 года, смех Барбры в начале песни «Maybe» был перенесён в конец песни «Time and Love». В переиздании 1994 года эта ошибка была исправлена.

## Обложка альбома
Фото для обложки Stoney End было снято в районе Лас-Вегаса, в пустыне Мохаве, на фоне горы Санрайз. На момент съёмок у Барбры проходил концертный тур в Лас-Вегасе. Дизайном обложки занимался Том Уилкс, фотографом же выступил Барри Феинстейн. Уилкс рассказывал в интервью: «Это была просто грунтовая дорога в пустыне, окруженной горами. Кто-то — скорее всего, Барбра — предложил, чтобы мы поставили старинную мебель в грузовик. Так, мы взяли в аренду старый красный бархатный диван и несколько стульев. Джей Йорк, наш друг, помогал нам собрать всю мебель. Мы приехали в пустыню рано утром и разместили всё по своим местам. Днём на лимузине приехала Барбра. Я помню, это была зима, было очень холодно. Но она вытерпела множество сессий — мы снимали фото в грузовике, в кузове, на дороге. Она была настоящей актрисой. Она постоянно подпрыгивала и растирала руки, ведь на улице был холод, настоящий мороз. Но она ни разу не пожаловалась, она не была перед нами звездой. После съёмок она пригласила нас всех к себе домой. Мы приехали в её дом в Лас-Вегасе и пробыли там два или три часа. Она накормила нас, подавала нам напитки, создавала настоящий домашний уют. Позже, Барии и я выбрали фото для обложки альбома, и Барбра с Ричардом Перри были довольны выбором. Не было никаких проблем или споров. Это был прекрасный опыт».

## Чарты
Альбом дебютировал в чарте Billboard Top LP’s c 150 места 20 февраля 1971 года, а уже 13 марта достиг своего пика на 10-й позиции. Альбом стал первым альбомом Стрейзанд, попавшим в топ-10 альбомного чарта с 1966 года (тогда Je m’appelle Barbra занял 5-е место). В общей сложности в чарте альбом провел 29 недель. 28 марта 1971 года получил золотой статус RIAA, а 21 ноября 1986 стал платиновым. В чарте Великобритании альбом занял 28 место. Продажи альбома в мире достигают 1,5 миллиона копий.
В поддержку альбома были выпущены три сингла. Первым стала титульная песня, «Stoney End», с би-сайдом «I’ll Be Home», выпущенные в сентябре 1970 года. Сингл дебютировал в чарте Billboard Hot 100 с 95-го места 31 октября 1970 года. Песня стала одним из главным хитов Стрейзанд и вторым топ-10 хитом в её карьере, 23 января 1971 года сингл занял 6-е место, оставаясь в чарте 18 недель. Сингл также попал в топ-30 британского чарта, на 27-е место. В феврале 1971 года был выпущен второй сингл — «Time and Love» с би-сайдом «No Easy Way Down». 20 марта песня дебютировала в чартах с 82-го места, однако не повторила успеха первого сингла, достигнув пик-позиции № 51 и оставаясь в чарте лишь 7 недель. До Барбры и «Stoney End», и «Time and Love» были записаны Дайаной Росс на лейбле Motown Records, однако не были выпущены в своё время, так как приоритет был отдан «Ain’t No Mountain High Enough», которая была выпущена в августе 1970 года и также стала большим хитом. Заключительный сингл из альбома — «Flim Flam Man» с би-сайдом «Maybe» — был выпущен в апреле 1971 года. Песня стартовала в чартах 15 мая с 92-й позиции, но достигла в итоге только 82-го места и оставалась в чарте 5 недель.

## Список композиций
| №  | Название                                      | Автор(ы)                 | Длительность |
| -- | --------------------------------------------- | ------------------------ | ------------ |
| 1. | «I Don’t Know Where I Stand»                  | Джони Митчелл            | 3:45         |
| 2. | «Hands Off the Man (Flim Flam Man)»           | Лора Ниро                | 2:33         |
| 3. | «If You Could Read My Mind»                   | Гордон Лайтфут           | 3:50         |
| 4. | «Just a Little Lovin’ (Early in the Mornin’)» | Барри Манн, Синтия Вайль | 2:28         |
| 5. | «Let Me Go»                                   | Рэнди Ньюман             | 2:22         |
| 6. | «Stoney End»                                  | Лора Ниро                | 2:59         |

| №  | Название           | Автор(ы)                  | Длительность |
| -- | ------------------ | ------------------------- | ------------ |
| 1. | «No Easy Way Down» | Кэрол Кинг, Джерри Гоффин | 3:52         |
| 2. | «Time and Love»    | Лора Ниро                 | 3:39         |
| 3. | «Maybe»            | Гарри Нилсон              | 3:09         |
| 4. | «Free the People»  | Барбара Кит               | 3:17         |
| 5. | «I’ll Be Home»     | Рэнди Ньюман              | 2:56         |

## Над альбомом работали
| Музыканты: - Барбра Стрейзанд — вокал - Рэнди Ньюман — фортепиано - Ларри Карлтон — гитара - Ники Барклей — клавишные - Эрик Вайссберг — гитара - Джун Миллингтон — гитара - Хэл Блейн — ударные - Макс Беннетт — бас-гитара - Ричи Хейуорд — ударные - Ларри Кнехтель — бас-гитара - Ларри Мухоберак — клавишные - Джо Осборн — бас-гитара - Эрл Палмер — ударные - Ричард Перри — гитара, перкуссия - Мишель Рубини — клавишные - Луис Шелтон — гитара - Рон Татт — ударные - Милт Холланд — перкуссия | Музыканты: - Дэвид Беннетт Коэн — клавишные - Робин Уорд — бэк-вокал - Тони Уайн — бэк-вокал - Джерри Кук — бэк-вокал - Шэрон де Вольт — бэк-вокал - Шерли Мэттьюс — бэк-вокал - Клайди Кинг — бэк-вокал - Мерри Клейтон — бэк-вокал - Венетта Филдс — бэк-вокал - Эдди Кендрикс — бэк-вокал - Гленна Сессион — бэк-вокал - Марита Стюарт — бэк-вокал Технический персонал: - Джин Пейдж — аранжировщик - Перри Боткин-мл. — аранжировщик - Клаус Огерман — аранжировщик - Роберт Гонаблю — звукооператор |

## Позиции в хит-парадах
| Хит-парад (1971)    | Высшая позиция | Пребывание в чарте |
| ------------------- | -------------- | ------------------ |
| США (Billboard 200) | 10             | 29 недель          |

| Хит-парад (1971)                   | Позиция |
| ---------------------------------- | ------- |
| США (Billboard Top Popular Albums) | 69      |